# Daiki Sakata
Daiki Sakata (japanisch 坂田 大樹 Sakata Daiki; * 11. September 1994 in der Präfektur Chiba) ist ein japanischer Fußballspieler.

## Karriere
Daiki Sakata erlernte das Fußballspielen in der Schulmannschaft der RKU Kashiwa High School sowie in der Universitätsmannschaft der Ryūtsū-Keizai-Universität. Seinen ersten Vertrag unterschrieb er 1. Februar 2017 beim Iwaki FC. Der Verein aus Iwaki spielte in der Fukushima Prefectural Football League. Nach Ende der Saison stieg der Verein in die Tōhoku Soccer League Division 2 (South), ein Jahr später in die Tōhoku Soccer League Division 1 auf. Ende 2019 wurde er mit dem Verein erneut Meister und stieg somit in die Japan Football League auf. 2021 schaffte er mit Iwaki den Aufstieg in die dritte Liga. Am Ende der Saison feierte er mit Iwaki die Meisterschaft und den Aufstieg in die zweite Liga. Nach einem Jahr in der dritten Liga wechselte er im Januar 2023 zum Erstligisten Avispa Fukuoka. Nach zwei Spielzeiten wechselte er im Januar 2025 zum ebenfalls in der ersten Liga spielenden Kashiwa Reysol.

## Erfolge
Iwaki FC
- Fukushima Prefectural Football League Division 1: 2017  ▲
- Tōhoku Soccer League Division 2: 2018  ▲
- Tōhoku Soccer League Division 1: 2019  ▲
- Japanischer Viertligameister: 2021  ▲
- Japanischer Drittligameister: 2022  ▲